# Amphiglossus gastrostictus
Amphiglossus gastrostictus е вид влечуго от семейство Сцинкови (Scincidae).

## Разпространение
Видът е разпространен в Мадагаскар.